# 극초음속 비행

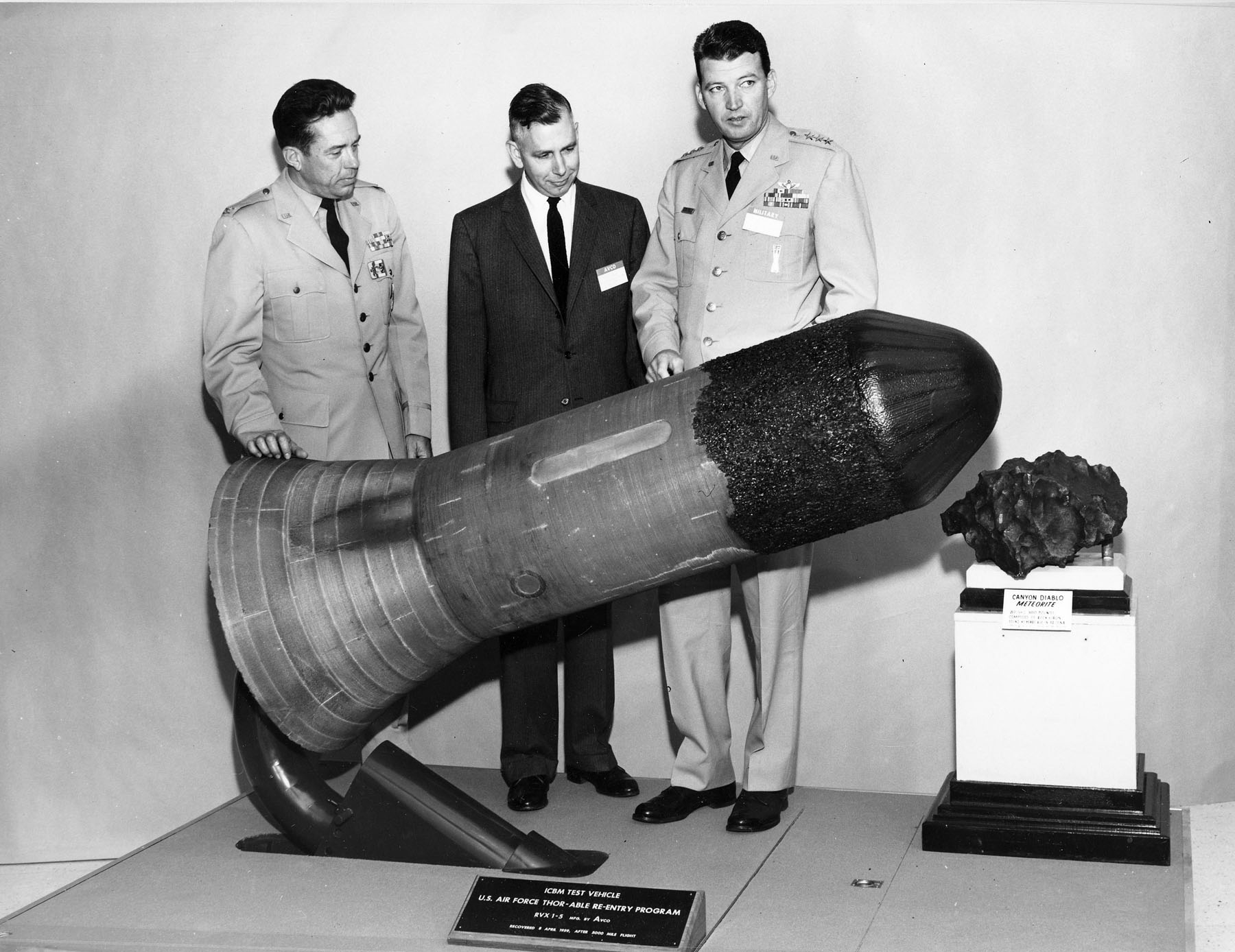
1959년의 8,000킬로미터(5,000마일) 비행 후 재돌입 선체(RV). 공력가열로 인해 RV 끝이 검게 변한 것을 주목할 것. 오른쪽 철질운석에 대한 공기 역학적 가열 효과를 비교할 것.

극초음속 비행(Hypersonic flight)은 약 90km 고도 이하의 대기를 마하 5보다 빠른 속도로 비행하는 것이다. 이 속도는 공기의 해리가 중요해지기 시작하고 높은 열 부하가 존재하는 속도이다. 2020년 기준 열권 이하에서는 마하 25 이상의 속도가 달성되었다.
극초음속 비행체는 비포물선 궤도로 대기를 통과하여 이동할 수 있지만 공기역학적 열 부하를 관리해야 한다. (오른쪽 그림 참고)

## 같이 보기
- 초음속 여객기
- 리프팅 바디
- X플레인 목록